# Wóz Pomocy Technicznej „Rosomak WPT”
Wóz Pomocy Technicznej „Rosomak WPT” – prototyp polskiego kołowego transportera opancerzonego w wersji wozu pomocy technicznej, zaprojektowanego przez Rosomak SA. Zaprezentowany w 2021 podczas XXIX Międzynarodowego Salonu Przemysłu Obronnego w Kielcach.

## Historia
Prace projektowe rozpoczęto na mocy umowy zawartej 23 grudnia 2014 pomiędzy Inspektoratem Uzbrojenia a Rosomak S.A., na realizację pracy rozwojowej  – (opracowanie projektów wstępnego i technicznego, dokumentacji konstrukcyjnej, budowa prototypu i jego badania wstępne oraz kwalifikacyjne) na „Kołowy Transporter Opancerzony – Wóz Pomocy Technicznej (kryptonim Rosomak – WPT”) oraz dostawę 18 pojazdów (2 prototypy i 16 pojazdów produkcyjnych). W aneksie do umowy podpisanej 21 grudnia 2018 wprowadzono nowe wymagania do założeń taktyczno – technicznych, które uwzględniały zmiany konstrukcyjne określone przez producenta polegające m.in. na zwiększeniu DMC pojazdu z 26 do 28 ton, oraz wymianę zespołu napędowego na nowy. Zmiany te pozwoliły na opracowanie dokumentacji konstrukcyjnej prototypu i na jej podstawie budowy egzemplarza prototypowego. Prototypowy pojazd był gotowy w lecie 2020.
Od jesieni 2020 prototyp przechodził badania podstawowe oraz zakładowe w Wojskowym Instytucie Techniki Pancernej i Samochodowej z Sulejówka. Zakończenie fazy testów zaplanowano na rok 2022. Dostawy 2 egzemplarzy przed produkcyjnych oraz 16 pojazdów z produkcji seryjnej przewidziano w latach 2023 – 2026.
Pojazd ma być uzupełnieniem w Wojsku Polskim posiadanych Ciężkich Kołowych Pojazdów Ewakuacji i Ratownictwa Technicznego Hardun.

## Konstrukcja
Podstawą konstrukcji był Wóz Rozpoznania Technicznego „Rosomak WRT”, zbudowany na postawie zbliżonych wymagań operacyjnych. Wprowadzone zmiany konstrukcyjne wynikały z potrzeby zabudowy innych urządzeń systemowych zasilanych hydraulicznie i elektrycznie, oraz rozmieszczenia wyposażenia specjalistycznego, powodujących wzrost dopuszczalnej masy całkowitej pojazdu do 28 ton. Wzrost masy spowodował  konieczność zastosowania nowego, mocniejszego silnika dla zachowania stosunku mocy do masy pojazdu. Konieczność dostosowania korpusu pojazdu do zabudowy lemiesza, żurawia i systemu podpór tylnych wymusiła modyfikację m.in. zasadniczych elementów zintegrowanego układu: przeniesienia napędu, hamulcowego oraz zawieszenia.  
Pojazd został wyposażony w m.in. żuraw hydrauliczny HIAB S – HiPro 130 o udźwigu 12,5 kNm sterowany hydraulicznie, oraz przedni lemiesz służący do spychania innych pojazdów i torowania drogi, który może pełnić też funkcję podpory podczas pracy żurawia lub funkcję kotwy przy pracy zespołu wyciągarek. W skład wyposażenia roboczego wchodzą dwie wciągarki boczne i wciągarka do samoewakuacji oraz wyposażenie do weryfikacji stanu uszkodzonych pojazdów na polu walki i wykonywania ich napraw. W przedziale kierowcy zamontowano nowy wyświetlacz wielofunkcyjny spółki Patria z krajowym oprogramowaniem, do monitorowania stanu krytycznego zespołu napędowego, średniego zużycia paliwa oraz temperatury silnika i oleju.
Zastosowany system opancerzenia niemieckiej spółki Rheinmetall zapewnia ochronę balistyczną załogi przed przeciwpancernymi pociskami karabinu maszynowego kalibru 14,5 × 114 mm z odległości  – 200m i odłamkami artyleryjskimi 20 mm (detonacja odłamkowego pocisku artyleryjskiego 155 mm) na dystansie 25 m – poziom IV według normy STANAG 4569A. Wybuchami 10 – kilogramowego ładunku wybuchowego lub miny przeciwpancernej, eksplozja pod dowolnym kołem – poziom II wg STANAG 4569B.
Nowy pojazd ma 8960 mm długości, 3220 mm szerokości i 3070 mm wysokości. Prędkość maksymalna na drodze wynosi ponad 100 km/h, a zasięg operacyjny 500 – 600 km.

## Napęd
Prototyp otrzymał nową jednostkę napędową: czterosuwowy, 6 – cylindrowy rzędowy silnik wysokoprężny z turbodoładowaniem i chłodnicą międzystopniową Scania DC 13 079A o mocy 550 KM (405 KW), ze skrzynią biegów ZF Ecomat.

## Zadania
- wyciąganie uwięźniętych i ugrzęźniętych pojazdów,
- usuwanie przeszkód terenowych oraz spychanie innych pojazdów i torowanie drogi,
- wymontowanie skrzyni biegów z silnikiem i załogowej wieży Hitfist 30P z KTO Rosomak, oraz wież ZSSW-30,
- udzielanie pierwszej pomocy technicznej,
- ewakuację uszkodzonych pojazdów,
- wykonywanie doraźnych napraw uszkodzonych pojazdów celem przywrócenia im możliwości dalszego działania lub samodzielnego poruszania się,
- wykonywanie diagnostyki oraz obsługi zespołów i systemów w kołowych transporterach w warunkach polowych[1][3].

## Załoga
Załoga składa się z czterech żołnierzy: 
- dowódca – strzelec,
- kierowca,
- dwóch mechaników[1].

## Uzbrojenie
W celu zapewnienia ochrony pojazdu i możliwości prowadzenia przez załogę działań bojowych, pojazd wyposażono w zdalnie sterowany moduł uzbrojenia ZSMU 1276 A3 z 7,62-mm karabinem maszynowym UKM-2000C. Zastosowane kamery do obserwacji dziennej oraz termowizyjnej, umożliwiają załodze prowadzenie skutecznego ognia w dzień jak i w nocy. Ponadto pojazd posiada wyrzutnie granatów dymnych i system samoosłony Obra-3. 